# Miriam Neuretherová
Miriam Neureutherová (* 21. června 1990 Garmisch-Partenkirchen), rozená Gössnerová, je německá biatlonistka a běžkyně na lyžích. Gössnerová vyniká především rychlým během, proto je členkou jak německé biatlonové tak i německé běžecké reprezentace. V posledních letech je však především biatlonistkou. Kromě níže uvedených úspěchů v seniorské kategorii se stala dvakrát juniorskou mistryní světa v biatlonu v letech 2008 a 2009.

## Výsledky z biatlonu

### Olympijské hry a mistrovství světa
Gössnerová je trojnásobnou účastnicí Mistrovství světa v biatlonu. Jejím nejlepším výsledkem v závodech jednotlivců jsou dvě 6. místa ze sprintu a ze závodu s hromadným startem z Nového Města na Moravě v roce 2013. V týmovém závodě dokázala s ženskou štafetou dvakrát získat zlaté medaile, když nejprve triumfovala na MS v ruském Chanty-Mansijsku 2011, a o rok později i na domácím šampionátu v Ruhpoldingu. Obě štafety dokázala vyhrát po boku Tiny Bachmannové, Magdaleny Neunerové a Andrey Henkelové.
| Sezóna  | D  | Místo                | SP  | SZ  | HZ  | IZ  | ŠT | SŠT | Věk    |
| ------- | -- | -------------------- | --- | --- | --- | --- | -- | --- | ------ |
| 2010/11 | MS | Chanty-Mansijsk      | 9.  | 7.  | 14. | –   | 1. | –   | 20 let |
| 2011/12 | MS | Ruhpolding           | 37. | 22. | –   | 36. | 1. | –   | 21 let |
| 2012/13 | MS | Nové Město na Moravě | 6.  | 21. | 6.  | 35. | 5. | –   | 22 let |

Poznámka: Výsledky z mistrovství světa se započítávají do celkového hodnocení světového poháru, výsledky z olympijských her se dříve započítávaly, od olympijských her v Soči se nezapočítávají.

### Juniorská mistrovství
Zúčastnila se dvou juniorských šampionátů v biatlonu. Celkově na těchto šampionátech získala dvě zlaté medaile, z toho jednu vybojovala ve stíhacím závodě v kanadském Canmore a druhou s ženskou štafetou v Ruhpoldingu 2008. V Canmore ještě získala jednu stříbrnou medaili ve sprintu a jednu bronzovou ze štafet.
| Sezóna  | D   | Místo      | SP  | SZ  | IZ  | ŠT | Věk    |
| ------- | --- | ---------- | --- | --- | --- | -- | ------ |
| 2007/08 | MSJ | Ruhpolding | 15. | 13. | 33. | 1. | 17 let |
| 2008/09 | MSJ | Canmore    | 2.  | 1.  | 4.  | 3. | 18 let |

## Výsledky z klasického lyžování

### Olympijské hry a mistrovství světa
Celkově se zúčastnila dvou Mistrovství světa v klasickém lyžování a rovněž jedněch zimních olympijských her. Jejím nejlepším výsledkem v závodech jednotlivců je 4. pozice ze závodu na 10 km volnou technikou z italského Val di Fiemme v roce 2013, kde jí od bronzové příčky Rusky Julije Čekaljovové dělilo pouze pět desetin sekundy. V týmovém závodě dokázala s ženskou štafetou dvakrát získat stříbrné medaile.
| Sezóna  | D   | Místo         | SPR | 10K | 15K | 30K | TSP | ŠTA | Věk    |
| ------- | --- | ------------- | --- | --- | --- | --- | --- | --- | ------ |
| 2008/09 | MS  | Liberec       | 19. | –   | –   | –   | –   | 2.  | 18 let |
| 2009/10 | ZOH | Vancouver     | –   | 21. | –   | –   | –   | 2.  | 19 let |
| 2012/13 | MS  | Val di Fiemme | –   | 4.  | –   | –   | –   | 7.  | 22 let |

## Vítězství v závodech světového poháru biatlonu

### Individuální
| Datum:            | Místo:              | Disciplína:   |
| ----------------- | ------------------- | ------------- |
| 15. prosince 2012 | Pokljuka, Slovinsko | stíhací závod |
| 5. ledna 2013     | Oberhof, Německo    | sprint        |
| 11. ledna 2013    | Ruhpolding, Německo | sprint        |

### Kolektivní
| Datum:          | Místo:                              | Disciplína: |
| --------------- | ----------------------------------- | ----------- |
| 13. března 2011 | Chanty-Mansijsk, Rusko (zároveň MS) | štafeta     |
| 10. března 2012 | Rupholding, Německo (zároveň MS)    | štafeta     |
| 20. ledna 2013  | Antholz-Anterselva, Itálie          | štafeta     |
| 10. března 2013 | Soči, Rusko                         | štafeta     |